# Deep in the Iris
Deep in the Iris — третий студийный альбом канадской экспериментальной поп/арт-рок группы Braids, изданный 27 апреля 2015 года на лейблах Arbutus Records и Flemish Eye. Альбом получил широкое одобрение и положительные отзывы музыкальной критики и интернет-изданий. Его описывают как «самую солнечную и непосредственную запись группы».
В 2016 году альбом получил награду Juno Awards как лучший альтернативный альбом (Juno Award for Alternative Album of the Year) и был номинирован на Polaris Music Prize.

## История
Braids начали писать Deep in the Iris одновременно со своим вторым альбомом Flourish // Perish, исполняя неизданные новые песни вживую в 2012 и 2013 годах, причем «Blondie» стала самой ранней песней, вошедшей в альбом.
Сочинение и запись официально начались в марте 2014 года в течение семи недель в хижине в лесу недалеко от Прескотта, Аризона, что стало первым случаем работы группы над альбомом за пределами Канады. После записи Flourish // Perish в гараже без окон в Монреале Аризона была выбрана потому, что группа «хотела покинуть зиму, оставить то, с чем мы были знакомы, отправиться в место, где мы чувствовали солнечный свет на лице».

## Отзывы
| Оценки критиков      | Оценки критиков |
| Источник             | Оценка          |
| -------------------- | --------------- |
| AllMusic             | [ 1 ]           |
| Consequence of Sound | B+              |
| DIY                  | [ 10 ]          |
| Drowned in Sound     | [ 11 ]          |
| Exclaim!             | [ 12 ]          |
| The Irish Times      | [ 13 ]          |
| Now                  | [ 14 ]          |
| Paste                | [ 15 ]          |
| Pitchfork            | (7.4/10)        |
| PopMatters           | [ 17 ]          |
| Rolling Stone        | [ 18 ]          |
| Sputnikmusic         | [ 19 ]          |
| Tiny Mix Tapes       | [ 20 ]          |
| Under the Radar      | [ 21 ]          |

Альбом получил положительные отзывы музыкальной критики и интернет-изданий. Агрегационный сайт AnyDecentMusic? поставил альбому оценку 7,3 на основе 19 профессиональных рецензий. Сайт Metacritic оценил альбом на 78 баллов по 18 отзывам рецензентов.
Хизер Фарес из AllMusic отметил в рецензии, что «В душераздирающем дрим-попе Braids всегда присутствовало терапевтическое качество — от уязвимой чувственности Native Speaker до ледяных размышлений Flourish // Perish о горе и потере. На альбоме Deep in the Iris трио примиряет оба подхода, прорабатывая последствия кризиса с упором на исцеление».
В 2016 году альбом получил награду Juno Awards как лучший альтернативный альбом (Juno Award for Alternative Album of the Year). Альбом получил номинацию на Polaris Music Prize, будучи включённым в шорт-лист в 2015 году.

## Список композиций
| №                   | Название            | Длительность |
| ------------------- | ------------------- | ------------ |
| 1.                  | «Letting Go»        | 4:21         |
| 2.                  | «Taste»             | 5:00         |
| 3.                  | «Blondie»           | 4:25         |
| 4.                  | «Happy When»        | 5:39         |
| 5.                  | «Miniskirt»         | 4:54         |
| 6.                  | «Getting Tired»     | 3:31         |
| 7.                  | «Sore Eyes»         | 3:52         |
| 8.                  | «Bunny Rose»        | 5:18         |
| 9.                  | «Warm Like Summer»  | 4:23         |
| Общая длительность: | Общая длительность: | 41:23        |